# كأس القارات 2013
كأس القارات 2013 (بالبرتغالية: Copa das Confederações da FIFA)، هي البطولة التاسعة من كأس القارات لكرة القدم أقيمت البطولة في البرازيل ما بين 15 يونيو إلى 30 يونيو، شهدت البطولة تتويج البرازيل للمرة الثالثة على التوالي بالبطولة والرابعة في تاريخها بعد فوزها في النهائي على إسبانيا بنتيجة 3-0،حيث حقق نهائي نسبة مشاهدة تلفزيونية قياسية حوالي 69.3 مليون متفرج من ألمانيا وفرنسا والولايات المتحدة والصين.
شهدت عدة مدن برازيلية خلال البطولة موجة احتجاجات عارمة منددة بالميزانية الضخمة التي خصصتها الدولة لتنظيم كأس القارات وكأس العالم 2014 علي حساب الترفيع في أسعار الخدمات العامة وأبرزها النقل. ، كذلك استخدام التقنية خط المرمى وذلك بعد نجاحها في بطولة كأس العالم للأندية في اليابان.

## الفرق المتأهلة
| الفريق     | الاتحاد القاري                    | طريقة التأهل                               | تاريخ ضمان التأهل | عدد المشاركات |
| ---------- | --------------------------------- | ------------------------------------------ | ----------------- | ------------- |
| البرازيل   | أمريكا الجنوبية                   | مستضيف البطولة                             | 30 أكتوبر 2007    | السابعة       |
| إسبانيا    | أوروبا                            | بطل كأس العالم 2010 وبطولة أمم أوروبا 2012 | 11 يوليو 2010     | الثانية       |
| اليابان    | آسيا                              | بطل كأس آسيا 2011                          | 29 يناير 2011     | الخامسة       |
| المكسيك    | أمريكا الشمالية والوسطى والكاريبي | بطل كأس الكونكاكاف الذهبية 2011            | 25 يونيو 2011     | السادسة       |
| الأوروغواي | أمريكا الجنوبية                   | بطل كوبا أمريكا 2011                       | 24 يوليو 2011     | الثانية       |
| تاهيتي     | أوقيانوسيا                        | بطل كأس أمم أوقيانوسيا 2012                | 10 يونيو 2012     | الأولى        |
| إيطاليا    | أوروبا                            | وصيف بطولة أمم أوروبا 2012 1               | 28 يونيو 2012     | الثانية       |
| نيجيريا    | أفريقيا                           | بطل كأس الأمم الإفريقية 2013               | 10 فبراير 2013    | الثانية       |

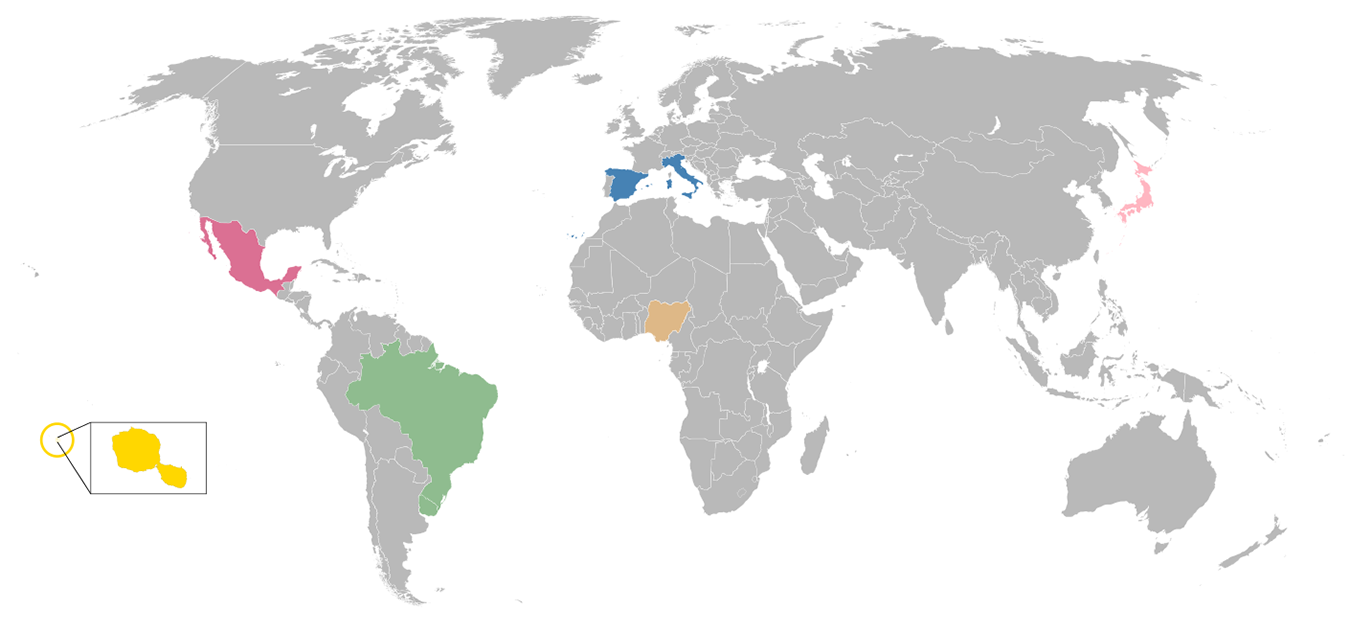
المنتخبات المشاركة في كأس القارات 2013

1 ضمنت إيطاليا مكاناً في المسابقة في ظل فوز إسبانيا بكأس العالم 2010 وبطولة أمم أوروبا 2012. وبما أن كلا البطولتين تمنحان مقعداً للفائز بهما في كأس القارات، نالت إيطاليا وصيفة بطولة أمم أوروبا 2012 بطاقة المشاركة.

## الأماكن
تم الموافقة على أن تستضيف ستة مدن النهائيات. وسيتم تحديد القرار النهائي حول عدد اللمدن (من أربعة إلى ستة) يعتمد على الحالة الفعلية، في منتصف نوفمبر 2012 على أبعد تقدير.
| برازيليا                                | فورتاليزا                                | ريسيفي                                | بيلو هوريزونتي برازيليا فورتاليزا ريسيفي ريو دي جانيرو سالفادوركأس القارات 2013 (البرازيل) |
| --------------------------------------- | ---------------------------------------- | ------------------------------------- | ------------------------------------------------------------------------------------------ |
| ملعب برازيليا الوطني (استاديو ناسيونال) | ملعب بلاسيدو أدريالدو كاستيلو (كاستيلاو) | أرينا برنامبوكو                       | بيلو هوريزونتي برازيليا فورتاليزا ريسيفي ريو دي جانيرو سالفادوركأس القارات 2013 (البرازيل) |
| سعة مخطط لها: 70,064 (سيعاد بنائه)      | سعة مخطط لها: 64,846 (توسعة)             | سعة مخطط لها: 44,248 (ملعب جديد)      | بيلو هوريزونتي برازيليا فورتاليزا ريسيفي ريو دي جانيرو سالفادوركأس القارات 2013 (البرازيل) |
|                                         |                                          |                                       | بيلو هوريزونتي برازيليا فورتاليزا ريسيفي ريو دي جانيرو سالفادوركأس القارات 2013 (البرازيل) |
| بيلو هوريزونتي                          | ريو دي جانيرو                            | سالفادور                              | بيلو هوريزونتي برازيليا فورتاليزا ريسيفي ريو دي جانيرو سالفادوركأس القارات 2013 (البرازيل) |
| ملعب الحاكم بينتو ماغالهايس (مينيراو)   | ملعب ماريو فيليو (ماراكانا)              | أرينا فونتي نوفا (أوكتافيو مانغابيرا) | بيلو هوريزونتي برازيليا فورتاليزا ريسيفي ريو دي جانيرو سالفادوركأس القارات 2013 (البرازيل) |
| سعة مخطط لها: 62,547 (توسعة)            | مسعة مخطط لها: 76,804 (توسعة)            | سعة مخطط لها: 48,747 (سيعاد بنائه)    | بيلو هوريزونتي برازيليا فورتاليزا ريسيفي ريو دي جانيرو سالفادوركأس القارات 2013 (البرازيل) |
|                                         |                                          |                                       | بيلو هوريزونتي برازيليا فورتاليزا ريسيفي ريو دي جانيرو سالفادوركأس القارات 2013 (البرازيل) |

## الحكام
| الاتحاد                     | الحكم         | الحكام المساعدين              | الاتحاد                          | الحكم           | الحكام المساعدين                  |
| --------------------------- | ------------- | ----------------------------- | -------------------------------- | --------------- | --------------------------------- |
| الاتحاد الأوروبي لكرة القدم | فيليكس بريش   | ثورستن سشيفنر مارك بورتش      | الاتحاد الآسيوي لكرة القدم       | رافشان إيرماتوف | عبد الحميد راسولوف بهادير كوتشروف |
| الاتحاد الأوروبي لكرة القدم | هاوارد ويب    | دارين كان مايك مولاركي        | الاتحاد الآسيوي لكرة القدم       | يويتشي نيشيمورا | تورو ساغارا توشيوكي ناغي          |
| الاتحاد الأوروبي لكرة القدم | بيورن كويبرس  | ساندر فان روكل ايروين زينسترا | اتحاد أمريكا الجنوبية لكرة القدم | دييغو أبال      | هيرنان مايدانا خوان بابلو بيلاتي  |
| الاتحاد الأوروبي لكرة القدم | بيدرو بروينسا | بيرتينو ميراندا تياغو تريغو   | اتحاد أمريكا الجنوبية لكرة القدم | إنريكي أوسيس    | فرانسيسكو موندريا كارلوس أستروزا  |
| الاتحاد الأفريقي لكرة القدم | جمال حيمودي   | عبد الحق إيتشعلي رضوان عشيق   | اتحاد أمريكا الشمالية لكرة القدم | جويل أغويلار    | ويليام توريس خوان زومبا           |

## مكافئات البطولة
أعلن الاتحاد الدولي لكرة القدم (الفيفا) أن مجموع جوائز البطولة بتقدر بـ20 مليون دولار (14 مليون و971 ألف يورو)، بزيادة 14% عن قيمة جوائز النسخة الماضية في جنوب إفريقيا 2009.
| - البطل: 4.1 مليون دولار. - الوصيف: 3.5 مليون دولار. - الثالث: 3 مليون دولار. | - الرابع: 2.5 مليون دولار. - الخامس إلى الثامن: 1.7 مليون دولار. - المجموع: 20 مليون دولار. |

## القرعة
أجريت قرعة البطولة في قصر المؤتمرات بمركز مؤتمرات آنهيمبي في ساو باولو، البرازيل يوم 1 ديسمبر 2012.
الفرق التي تنتمي لنفس القارة سوف تتجنب الوقوع في مجموعة واحدة سوياً، ولذالك فريق واحد من أوروبا وفريق آخر من أمريكا الجنوبية سيتم وضعهما في كل مجموعة. وقد تم وضع البرازيل وإسبانيا مباشرة على رأس المجموعتين الأولى والثانية على التوالي، لذلك وضعت إيطاليا وأوروغواي مباشرة في المجموعة الأولى والثانية.

## الكرة المستخدمة

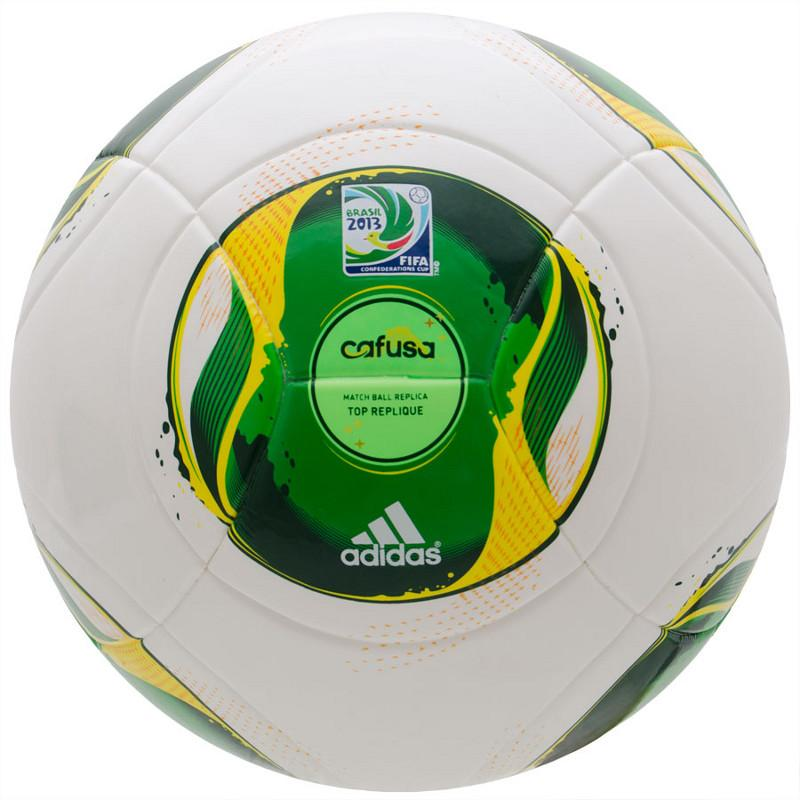
الكرة المستخدمة في بطولة كأس القارات 2013

ازيح الستار عن كرة القدم الرسمية بحضور اللاعب كافو  القائد السابق لمنتخب البرازيل لكرة القدم، خلال مراسيم سحب قرعة في 1 ديسمبر 2012 في مدينة ساو باولو.
و أطلق عليها أديداس كافوسا (Cafusa)  وهي لفظ منحوت مشتق من عدة كلمات تمثل رموز الثقافة البرازيلية:
- Ca أخذت من كلمة كرنفال Carnaval
- fu أخذت من كلمة كرة القدم Futebol
- sa أخذت من كلمة سامبا Samba

## تقنية خط المرمى
أعلن الفيفا في 2 أبريل 2013، عن السماح لشركة جول كونترول  الألمانية بتفعيل تقنية خط المرمى واستخدامها في البطولة، لتصبح ثاني بطولة تستخدم فيها هذه التقنية بعد كأس العالم للأندية 2012.

## قوائم الفرق
تتضمن قائمة كل منتخب 23 لاعب منهم ثلاثة حراس مرمى في حد أقصى في يوم 7 يونيو 2013، وإذا اصيب لاعب فإنه من المكن استبداله بلاعب آخر قبل 24 ساعة من موعد أول مباراة.

## دور المجموعات

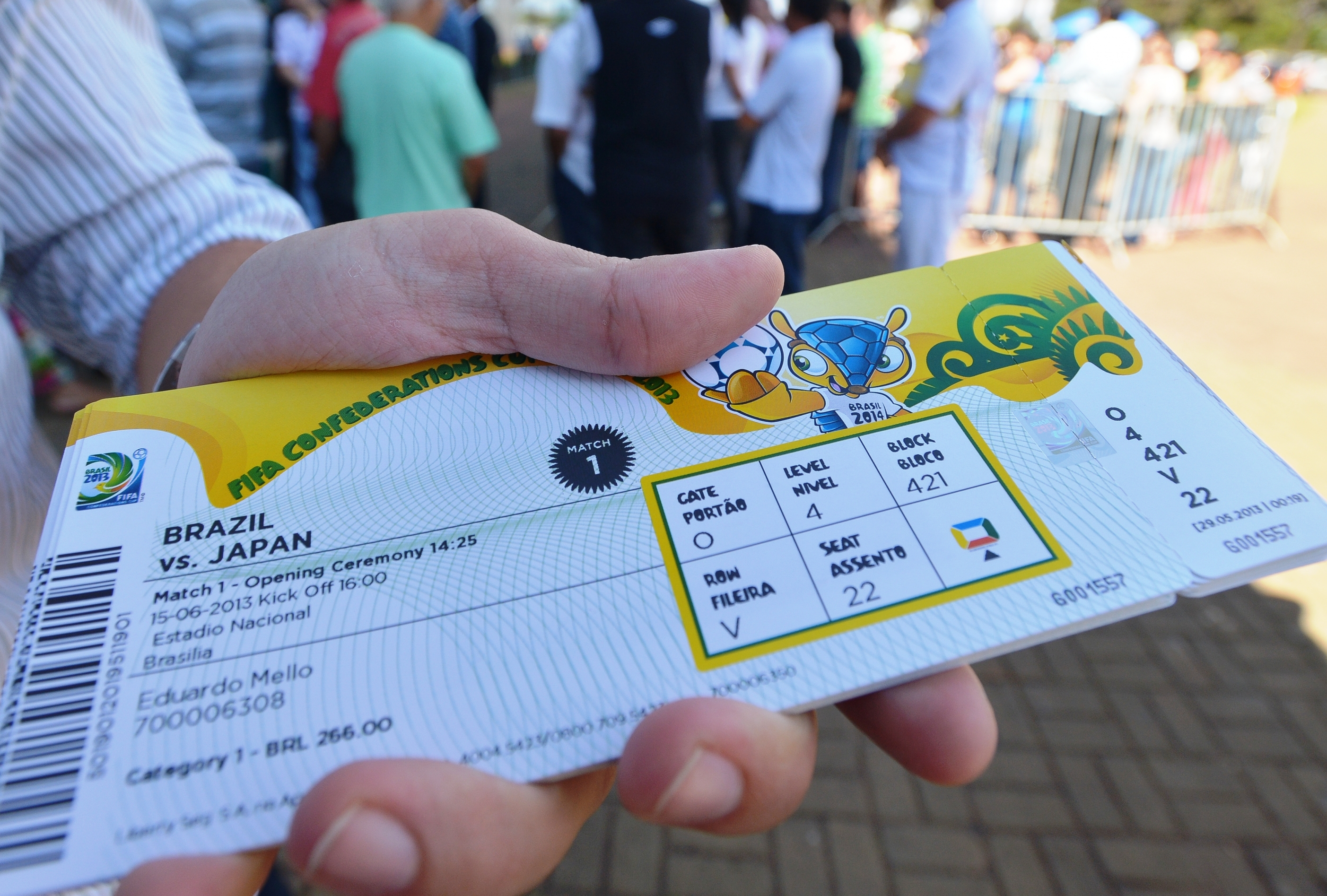
صورة لتذاكر كأس القارات 2013 المقامة في البرازيل.

ترتيب الفرق المشاركة في دور المجموعات يكون على النحو التالي : 
- النقاط التي تم الحصول عليها.
- فارق الأهداف المسجلة والمتلقاة لكل فريق.
- أكثر الفرق تسجيلا للأهداف.

في حال استمرار التعادل بين فريقين أو أكثر، يكون الترتيب على النحو التالي :  
- النقاط التي حصل عليها الفريق في المباريات بين الفرق المعنية.
- فارق الاهداف الناتجة عن مباريات المجموعة بين الفرق المعنية.
- أكبر عدد من الأهداف المسجلة في جميع مباريات المجموعة بين الفرق المعنية.
- سحب القرعة من قبل اللجنة المنظمة للفيفا.

*الأوقات المذكورة حسب توقيت برازيليا (ت ع م−03:00)
*الجدول الرسمي للمباريات تم تقديمه في ريو دي جانيرو يوم 30 مايو 2012.
| مفاتيح مساعدة لقراءة الجدول | مفاتيح مساعدة لقراءة الجدول |
| --------------------------- | --------------------------- |
|                             | منتخبات تأهلت للدور المقبل  |

### المجموعة الأولى
| فريق     | لعب | ف | ت | خ | له | عليه | فرق | نقاط |
| -------- | --- | - | - | - | -- | ---- | --- | ---- |
| البرازيل | 3   | 3 | 0 | 0 | 9  | 2    | +7  | 9    |
| إيطاليا  | 3   | 2 | 0 | 1 | 8  | 8    | 0   | 6    |
| المكسيك  | 3   | 1 | 0 | 2 | 3  | 5    | -2  | 3    |
| اليابان  | 3   | 0 | 0 | 3 | 4  | 9    | -5  | 0    |

| البرازيل                           | 0-3            | اليابان |
| ---------------------------------- | -------------- | ------- |
| نيمار 3' · باولينيو 48' · جو 90+3' | تقرير المباراة |         |

| إيطاليا                               | 1-2            | المكسيك                          |
| ------------------------------------- | -------------- | -------------------------------- |
| أندريا بيرلو 27' · ماريو بالوتيلي 78' | تقرير المباراة | خافيير هيرنانديز 34' (ضربة جزاء) |

| المكسيك | 2-0            | البرازيل            |
| ------- | -------------- | ------------------- |
|         | تقرير المباراة | نيمار 3' · جو 90+3' |

| اليابان                                           | 4-3            | إيطاليا                                                                    |
| ------------------------------------------------- | -------------- | -------------------------------------------------------------------------- |
| هوندا 21' (ضربة جزاء) · كاغاوا 33' · أوكازاكي 69' | تقرير المباراة | دي روسي 41' · أوتشيدا 50' (ه.ذ.) · بالوتيلي 52' (ضربة جزاء) · جيوفينكو 86' |

| البرازيل                                | 2-4            | إيطاليا                                     |
| --------------------------------------- | -------------- | ------------------------------------------- |
| دانتي 45+1' · نيمار 55' · فريد 66'، 89' | تقرير المباراة | إيمانويلي جياكيريني 51' · جورجيو كيليني 71' |

| المكسيك                   | 1-2            | اليابان            |
| ------------------------- | -------------- | ------------------ |
| خافيير هيرنانديز 54'، 66' | تقرير المباراة | شينجي أوكازاكي 86' |

### المجموعة الثانية
| فريق       | لعب | ف | ت | خ | له | عليه | فرق | نقاط |
| ---------- | --- | - | - | - | -- | ---- | --- | ---- |
| إسبانيا    | 3   | 3 | 0 | 0 | 15 | 1    | +14 | 9    |
| الأوروغواي | 3   | 2 | 0 | 1 | 11 | 3    | +8  | 6    |
| نيجيريا    | 2   | 1 | 0 | 2 | 7  | 6    | 1   | 3    |
| تاهيتي     | 3   | 0 | 0 | 3 | 1  | 24   | -23 | 0    |

| الأوروغواي      | 2-1            | إسبانيا                         |
| --------------- | -------------- | ------------------------------- |
| لويس سواريز 88' | تقرير المباراة | بيدرو 20' · روبيرتو سولدادو 32' |

| تاهيتي    | 6-1            | نيجيريا                                                                 |
| --------- | -------------- | ----------------------------------------------------------------------- |
| تيهاو 54' | تقرير المباراة | فلار 5' (ه.ذ.) · أودمادي 10'، 26'، 76' · تيهاو 69' (ه.ذ.) · إلدرسون 80' |

| إسبانيا                                                                 | 0-10           | تاهيتي |
| ----------------------------------------------------------------------- | -------------- | ------ |
| توريس 5'، 33'، 57'، 78' · سيلفا 31'، 89' · فيا 39'، 49'، 64' · ماتا 66' | تقرير المباراة |        |

| نيجيريا   | 2-1            | الأوروغواي              |
| --------- | -------------- | ----------------------- |
| ميكيل 37' | تقرير المباراة | لوغانو 19' · فورلان 51' |

| نيجيريا | 3-0            | إسبانيا                                |
| ------- | -------------- | -------------------------------------- |
|         | تقرير المباراة | جوردي ألبا 3'، 88' · فرناندو توريس 62' |

| الأوروغواي | 0-8            | تاهيتي |
| --- | -------------- | ------ |
| أبل هرناندز 2'، 24'، 45+1'، 67' (ضربة جزاء) · دييغو بيريز 27' · أندريس سكوتي 50' · نيكولاس لوديرو 61' · لويس سواريز 82'، 90' | تقرير المباراة |        |

## مرحلة خروج المغلوب
في مرحلة خروج المغلوب وفي حالة انتهاء المباراة بالتعادل، يتم لعب الأشواط الإضافية (شوطين مدة كل منها 15 دقيقة). وتتبع بلعب الركلات ترجيحية في حال استمر التعادل لتحديد المتأهل للدور المقبل.
|  | نصف النهائي               | نصف النهائي          |   |                     | النهائي                  | النهائي |  |
|  |                           |                      |   |                     |                          |         |  |
|  | 26 يونيو – بيلو هوريزونتي |                      |   |                     |                          |         |  |
|  | الأوروغواي                | 1                    |   |                     |                          |         |  |
|  | البرازيل                  | 2                    |   |                     |                          |         |  |
|  |                           |                      |   |                     |                          |         |  |
|  |                           |                      |   |                     | 30 يونيو – ريو دي جانيرو |         |  |
|  |                           |                      |   |                     | البرازيل                 | 3       |  |
|  |                           | إسبانيا              | 0 |                     |                          |         |  |
|  |                           |                      |   |                     |                          |         |  |
|  |                           |                      |   |                     |                          |         |  |
|  |                           |                      |   |                     | المركز الثالث            |         |  |
|  | 27 يونيو – فورتاليزا      | 27 يونيو – فورتاليزا |   | 30 يونيو – سالفادور | 30 يونيو – سالفادور      |         |  |
|  | إيطاليا                   | 0 (6)                |   | الأوروغواي          | 2 (2)                    |         |  |
|  | إسبانيا                   | 0 (7)                |   |                     | إيطاليا                  | 2 (3)   |  |

*الأوقات المذكورة حسب توقيت برازيليا (ت ع م−03:00)

### نصف النهائي
| الأوروغواي                            | 2-1            | البرازيل                |
| ------------------------------------- | -------------- | ----------------------- |
| دييغو فورلان '14 · إدينسون كافاني 48' | تقرير المباراة | فريد 41' · باولينيو 86' |

| إيطاليا | 0-0 (وقت إضافي) | إسبانيا |
| ------- | --------------- | ------- |
|         | تقرير المباراة  |         |

### مباراة المركز الثالث
| إيطاليا                                                                   | 2–2 (ب.و.إ.)   | الأوروغواي                                                                  |
| ------------------------------------------------------------------------- | -------------- | --------------------------------------------------------------------------- |
|                                                                           | تقرير المباراة |                                                                             |
| ركلات الترجيح                                                             |                |                                                                             |
| ألبيرتو أكويلاني · ستيفان الشعراوي · ماتيا دي شيليو · إيمانويلي جياكيريني | 3–2            | دييغو فورلان · إدينسون كافاني · لويس سواريز · مارتن كاسيريس · والتر غارغانو |

### النهائي
| البرازيل                 | 0-3            | إسبانيا |
| ------------------------ | -------------- | ------- |
| فريد 2'، 47' · نيمار 44' | تقرير المباراة |         |

## الهدافون
قائمة هدافي البطولة:
5 أهداف
- فرناندو توريس
- فريد

4 أهداف
- أبل هرناندز
- نيمار

3 أهداف
| - دافيد فيا - إدينسون كافاني | - لويس سواريز - خافيير هيرنانديز | - نامدي أودمادي |

هدفين
| - جو - باولينيو | - دافيد سيلفا - جوردي ألبا | - ماريو بالوتيلي - شينجي أوكازاكي |

هدف واحد
| - إيمانويلي جياكيريني - جورجيو كيليني - أندريا بيرلو - دانييلي دي روسي - سيباستيان جيوفينكو - دافيدي أستوري - أليساندرو ديامانتي | - دييغو فورلان - دييغو لوغانو - نيكولاس لوديرو - دييغو بيريز - خوان ماتا - بيدرو - روبيرتو سولدادو - دانتي | - كيسوكي هوندا - شينجي كاغاوا - أووا إلدرسون إكايجايل - ميكيل جون أوبي - جوناثان تيهاو |

أهداف عكسية
| - أتسوتو يوشيدا (لمصلحة إيطاليا) | - جوناثان تيهاو (لمصلحة نيجيريا) | - نيكولاس فلار (لمصلحة نيجيريا) |

## جوائز البطولة
| اللعب النظيف | الكرة الذهبية | الحذاء الذهبي | القفاز الذهبي |
| ------------ | ------------- | ------------- | ------------- |
| إسبانيا      | نيمار         | فرناندو توريس | خوليو سيزار   |

| الكرة الفضية    | الحذاء الفضي    |
| --------------- | --------------- |
| أندريس أنييستا  | فريد            |
| الكرة البرونزية | الحذاء البرونزي |
| باولينيو        | نيمار           |

| حارس        | مدافع                                            | وسط                                  | هجوم                     | مدرب               |
| ----------- | ------------------------------------------------ | ------------------------------------ | ------------------------ | ------------------ |
| خوليو سيزار | دانييل ألفيس سيرجيو راموس تياغو سيلفا ديفيد لويز | أندريس أنييستا أندريا بيرلو باولينيو | نيمار فرناندو توريس فريد | لويس فيليب سكولاري |

## رعاة البطولة
هذه البطولة برعاية العديد من الشركات:
| شركاء الفيفا - أديداس - كوكاكولا - طيران الإمارات - كيا موتورز - سوني - فيزا | رعاة البطولة الرسميون - كاسترول - كونتينتال أيه جي - ماكدونالدز |

## احتجاجات البرازيل
حدثت مظاهرة في مدينة بيلو هوريزونتي شارك فيها نحو 70 ألف شخص. وقد سعى المتظاهرون إلى اختراق الطوق الأمني حول ملعب تقام فيه مباراة لكأس القارات في كرة القدم. استخدمت الشرطة الغاز المسيل للدموع في مواجهة المتظاهرين الذي رشقوا أفراد الشرطة بالحجارة.
وخرجت الرئيسة البرازيلية ديلما روسيف في خطاب متلفز وقالت أنها ستدعو رؤساء البلديات والمدن الكبرى إلى وضع ميثاق كبير لتحسين الخدمات العامة، وأكدت أن حكومتها تستمع للأصوات الديمقراطية المطالبة بالتغيير، وقالت أيضًا أنها لن تسمح بأن تلطخ أقلية عنيفة ومستبدة حركة ديمقراطية وسلمية، من خلال تدمير التراث العام والخاص .كما أعلنت أنها ستقابل قادة الاحتجاجات.

## وصلات خارجية
- كأس القارات 2013 نسخة محفوظة 23 يوليو 2017 على موقع واي باك مشين. على FIFA.com.